# Уинтерс, Ричард
Ричард Д. (Дик) Уинтерс (англ. Richard D. (Dick) Winters; 21 января 1918, Эфрата — 2 января 2011, Кэмпбеллтаун) — американский офицер, участник Второй мировой войны в составе 2-го батальона 506-го парашютного полка 101-й воздушно-десантной дивизии. В военной истории США получил признание как командующий хрестоматийной малой операцией при поместье Брекур. Широкую известность получил благодаря телесериалу «Братья по оружию».

## Биография
Ричард Уинтерс родился 21 января 1918 года в городке Эфрата, штат Пенсильвания, в семье Ричарда и Эдит Уинтерс. В восьмилетнем возрасте вместе с семьёй он переехал в соседний Ланкастер. В 1937 году Ричард окончил среднюю школу и поступил в Колледж Франклина и Маршалла.
Во время обучения в колледже Ричард был членом студенческого братства «Дельта Сигма Фи» (ΔΣΦ). Он активно занимался несколькими видами спорта, но позже вынужден был оставить их из-за учёбы и работы, которая была ему необходима для оплаты обучения в колледже. В 1941 году Уинтерс окончил бизнес-колледж с высокими итоговыми оценками, после чего записался добровольцем в армию.
Уинтерс поступил на армейскую службу 25 августа 1941 года. В сентябре он прошёл курс базовой подготовки в Камп Крофт, Южная Каролина. После окончания обучения он был оставлен инструктором по подготовке новых добровольцев и призывников в Камп Крофт, тогда как остальной его батальон был отправлен в Панаму. В апреле 1942 года Уинтерс вошёл в число кандидатов на офицерскую должность, отправившихся на обучение в Форт-Беннинг, Флорида. Там он познакомился с будущим другом Льюисом Никсоном, вместе с которым прослужил до конца войны. В июле они закончили обучение, получив звания вторых лейтенантов.
Уинтерс хотел продолжить службу в Воздушно-десантных войсках, но на тот момент вакансий не было. Поэтому он был вынужден вернуться в Камп-Крофт на свою прежнюю должность инструктора. Однако спустя пять недель Ричард был направлен в 506-й парашютно-десантный полк, базировавшийся в лагере Токкоа, штат Джорджия. В августе Уинтерс прибыл на место и был зачислен в роту «E» («Easy») 2-го батальона, которой командовал лейтенант (позже капитан) Герберт Собел. Сначала Ричард командовал 2-м взводом, затем в октябре 1942 года был повышен до первого лейтенанта и назначен заместителем командира (executive officer или XO) роты. 506-й полк был экспериментальным подразделением и первым, изначально сформированным как воздушно-десантный. Подготовка в относительно новом для США роде войск была жёсткой и лишь треть солдат и офицеров прошли её успешно. В июне 1943 года полк вошёл в состав 101-й воздушно-десантной дивизии, которая позже была отправлена в Англию.
15 сентября 1943 года личный состав 101-й воздушно-десантной дивизии был морем доставлен в Ливерпуль, Англия. Рота «E» была расквартирована в Олдборне, графство Уилтшир, где затем начала подготовку к вторжению на материк.
В начале зимы между Уинтерсом и командиром роты, капитаном Собелом разгорелся конфликт, причиной которого был высокий авторитет первого среди солдат. Ситуация вышла из-под контроля после попытки Собела привлечь Уинтерса к ответственности за якобы невыполненный приказ. Чувствуя свою правоту, Уинтерс потребовал расследования обстоятельств дела военным трибуналом. Командир батальона отклонил жалобу Собела, однако после повторного его обращения Уинтерс был переведен в штаб на время расследования, где он занял должность ответственного за питание батальона офицера.
В это же время группа недовольных Собелом унтер-офицеров поставила командиру батальона, полковнику Роберту Синку, ультиматум: или он смещает Собела с должности командира роты, или понижает их в звании до рядовых. Синк незамедлительно их разжаловал или перевел в другие роты, но в то же время понял, что недовольство личного состава роты «E» своим командиром имеет объективные причины. Собел был назначен начальником только что сформированной парашютной школы. С Уинтерса все обвинения были сняты, его вернули в роту, и он занял должность командира 1-го взвода. В феврале 1944 года первый лейтенант Томас Михэн был назначен новым командиром роты.
Позже, несмотря на личную неприязнь, Уинтерс признал, что своей хорошей подготовкой рота обязана именно Собелу.
Михэн оставался во главе роты до начала высадки в Нормандии, когда около 1:15 ночи 6 июня 1944 года самолёт C-47, на котором находилось командование роты «E» был сбит зенитным огнём с земли. Все находившиеся на борту (в том числе и Михэн) погибли. Сам Уинтерс приземлился успешно вблизи городка Сен-Мер-Эглиз, но во время прыжка потерял оружие и часть амуниции. Ему удалось собрать несколько десантников из состава своей и 82-й десантной дивизий, и приступить к выполнению задач в окрестностях коммуны Сент-Мари-дю-Мон. Таким образом, не зная о судьбе Михэна, Уинтерс стал «де-факто» командиром роты «E».
Днем 6 июня 1944 года Уинтерс возглавил атаку на батарею 105-миллиметровых немецких гаубиц, которая обстреливала пляж Юта. Ричард, имея под своим началом 13 человек, против полусотни немцев на укреплённых позициях, с минимальными потерями уничтожил артиллерийские расчёты один за другим. Эта операция вошла в историю как Бой в поместье Брекур и до сих пор преподаётся в Вест-Пойнте как пример умелой атаки малого тактического соединения на стационарные позиции врага. Парашютистам также удалось захватить ценную карту с указанным расположением других батарей в районе.
1 июля Уинтерс был произведён в капитаны, на следующий день Омар Брэдли вручил ему крест «За выдающиеся заслуги» . Ричард был рекомендован к награждению Медалью Почёта, но награда имела лимит в одну на дивизию, и приоритет получил погибший подполковник Роберт Коул. Вскоре после этого 506-й полк был отозван из Франции и вернулся в Олдборн для реорганизации и пополнения личным составом.
В сентябре 1944 года 506-й парашютно-десантный полк принял участие в операции «Маркет Гарден». 5 октября 1944 года немцы атаковали фланг 2-го батальона и были близки к тому, чтобы прорвать оборону американцев. В то же самое время 4 бойца из состава патруля роты «E» были ранены. Возвратившись на командный пункт роты они доложили, что обнаружили большую группу немцев на перекрестке в примерно 1200 метрах к востоку от КП. Понимая серьёзность ситуации, Уинтерс, взяв одно отделение из состава 1-го взвода, отправился в сторону перекрестка. Там он обнаружил немецкий пулемётный расчет, который вел огонь на юг, в сторону штаба батальона. Отделение Уинтерса атаковало расчет. Практически сразу после захвата позиции, отделение попало под огонь немцев. Оценив численность вражеских сил в один взвод пехоты, Уинтерс вызвал в качестве подкрепления остальную часть 1-го взвода. После окончания боя оказалось, что немцев было более 300.
9 октября Уинтерс был назначен заместителем командира батальона. Несмотря на то, что эту должность в американской армии занимал офицер в звании майора, Уинтерс остался капитаном.
16 декабря 1944 года немцы начали наступление в Арденнах, Бельгия. 18 декабря 101-я воздушно-десантная дивизия была спешно переброшена в окрестности Бастони. Все ещё оставаясь исполнительным офицером 2-го батальона, Уинтерс принимал участие в обороне северо-восточной части Бастони, вблизи городка Фой. 101-я воздушно-десантная дивизия и некоторые части 10-й бронетанковой дивизии армии США вели оборонительные бои против 15 немецких дивизий, имевших поддержку тяжелой артиллерии и бронетехники. Спустя неделю 3-я американская армия деблокировала Бастонь. После деблокады 2-й батальон участвовал во взятии городка Фой, вблизи которого он держал оборону в конце декабря.
8 марта 1945 года, когда 2-й батальон находился в Агно, Уинтерс был повышен до майора. Вскоре после этого он стал командиром 2-го батальона, так как подполковник Стрейер был переведен в штаб полка. Начиная с этого момента батальон Уинтерса не участвовал в крупных сражениях.
В апреле батальон держал оборону по берегу Рейна, и позже был переброшен в Баварию. В начале мая 101-я воздушно-десантная дивизия захватила Берхтесгаден, вблизи которого располагалась резиденция Гитлера Бергхоф. 8 мая, там же, в Берхтесгадене, батальон Уинтерса встретил окончание войны.
После окончания боевых действий Уинтерс нес оккупационную службу в составе американских войск до того момента, пока не начался процесс их демобилизации. 4 ноября 1945 года он отплыл в США на борту корабля Вустер Виктори. 29 ноября он уволился из рядов Вооруженных сил США, хотя формально Уинтерс был демобилизован только 22 января 1946 года.
После возвращения к гражданской жизни, Уинтерс работал в фирме Nixon Nitration Works of Edison в Эдисоне, Нью-Джерси, которой владела семья давнего друга и сослуживца Ричарда, Льюиса Никсона. К 1950 году Уинтерс дослужился до должности генерального менеджера компании. Воспользовавшись льготами, которые предоставлялись уволенным с военной службы, он продолжил своё образование и посещал курсы по управлению персоналом в Ратгерском университете . В 1948 году Уинтерс женился на Этель Эстоппи, позже у них родились сын и дочь.
Во время Корейской войны в июне 1951 года Уинтерс снова был призван в армию.
Он получил назначение в 11-ю воздушно-десантную дивизию, расквартированную в Форт Кэмпбелл (штат Кентукки). Уинтерс поехал в Вашингтон, к генералу Энтони Маколиффу, где попытался объяснить, что его боевая карьера закончена и он не хочет ехать в Корею. Маколифф понял его позицию, но заметил, что армия нуждается в нём как в опытном командире. Тем не менее, после этой встречи Уинтерс был переведён в Форт-Дикс (штат Нью-Джерси), где он занимался подготовкой офицеров.
Во время службы в Форт-Диксе Уинтерс понял, что он не хочет обучать новобранцев, которые нарушали дисциплину и не посещали занятия. Поэтому он попросил перевода в школу рейнджеров. Через некоторое время Уинтерс получил приказ прибыть в Сиэтл для того, чтобы затем отправиться в Корею, но во время подготовки ему выпала возможность уйти в отставку, чем он и воспользовался.
После второго увольнения из армии Уинтерс стал руководителем завода по производству клея в Нью-Брансуик, Нью-Джерси.
В 1951 году Уинтерс купил небольшую ферму в штате Пенсильвания, куда позже он перевез свою семью. В 1972 году он основал свою собственную компанию по продаже корма для животных фермерам штатов Пенсильвания и Мэриленд. Через некоторое время Уинтерс заключил выгодный контракт с The Hershey Company, согласно которому его фирма занималась переработкой пищевых отходов фабрики в корм для животных. Вскоре вместе с семьёй он переехал в Херши; в 1997 году Ричард вышел на пенсию.
На рубеже веков вышло несколько книг и телепередач, героями которых были рота Уинтерса и он сам. В 1992 году начало положил историк Стивен Эмброуз, написавший книгу Band of Brothers: Easy Company, 506th Regiment, 101st Airborne from Normandy to Hitler’s Eagle’s Nest. В 2001 году на телеэкраны вышел снятый по этой книге сериал «Братья по оружию» от авторов «Спасти рядового Райана». Роль Уинтерса была центральной, её исполнил Дэмиэн Льюис. «Братья по оружию» получили «Золотой глобус» и «Эмми» как лучший мини-сериал. В 2006 году Ричард выпустил автобиографию, он также прочёл ряд лекций в Вест-Пойнте. На волне популярности общественность требовала вручить Уинтерсу Медаль Почёта, но при его жизни это так и не было сделано. Последние годы он страдал от болезни Паркинсона. 2 января 2011 года ветеран умер около Кэмпбеллтауна, через несколько дней его похоронили рядом с родителями на кладбище Эфраты.

## Награды и знаки отличия
|                           | Крест «За выдающиеся заслуги»                                 |
|                           | Бронзовая звезда с Дубовыми листьями                          |
| Медаль «Пурпурное сердце» | Пурпурное сердце                                              |
|                           | Президентская благодарность подразделению с Дубовыми листьями |
|                           | Медаль за службу национальной обороне                         |
|                           | Значок боевого пехотинца                                      |